# Saprosma verrucosum
Saprosma verrucosum är en måreväxtart som beskrevs av Charles-Joseph Marie Pitard. Saprosma verrucosum ingår i släktet Saprosma och familjen måreväxter.
Artens utbredningsområde är Vietnam. Inga underarter finns listade i Catalogue of Life.